# 匿带

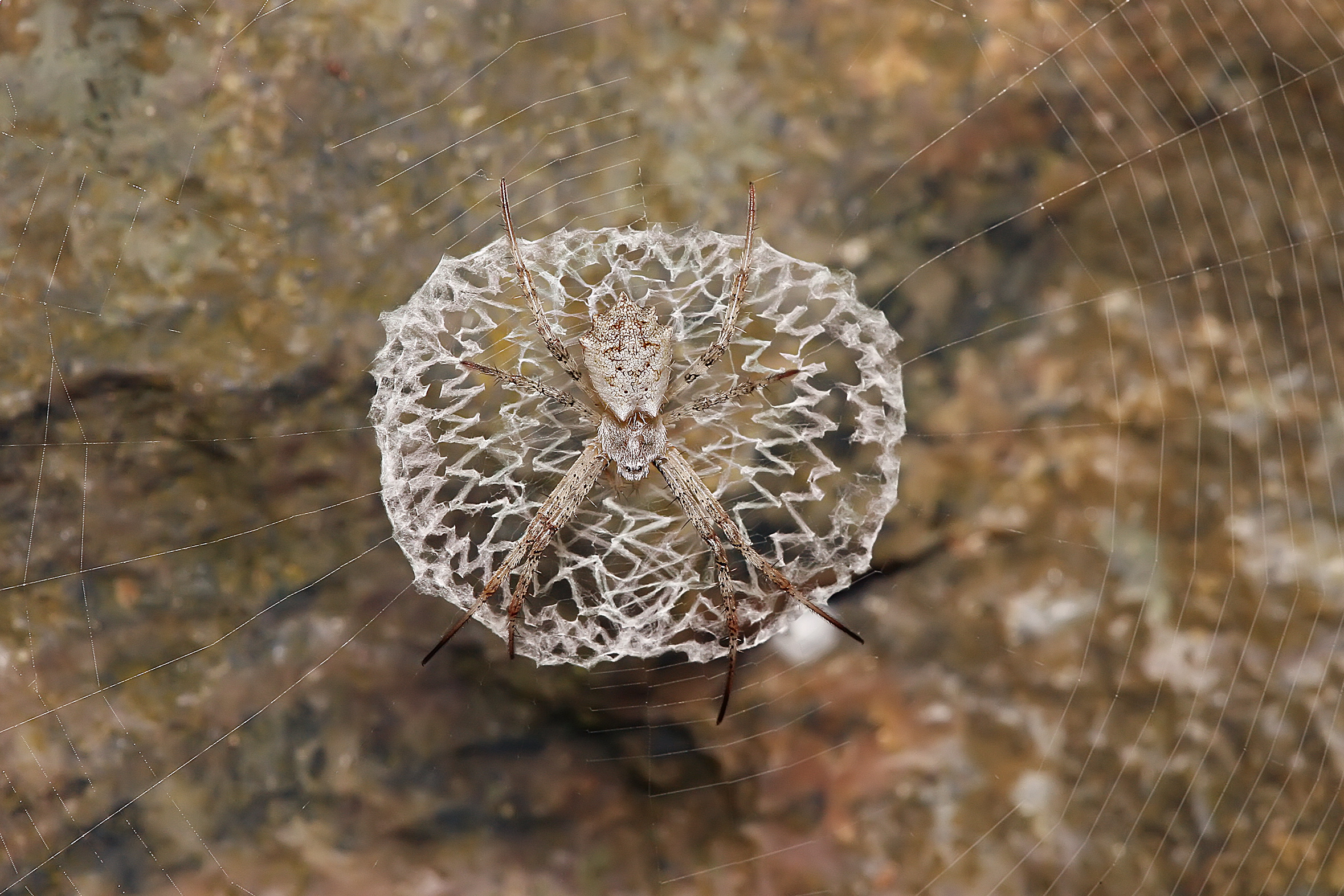
一只雌性金蛛幼年时期在网络中心的匿带上。

匿带是一種顯眼的絲結構，包含在某些種類的蜘蛛網中。它的功能是一個爭論的課題。

## 起源
很可能匿带的使用至少独立演化了九次。鬼蛛和棘腹蛛制作丝质匿带，而艾蛛及其近缘种异环蛛则制作由丝、碎屑和卵囊构成的匿带。所有这些都是独立于金蛛演化的，尽管异环蛛的一些装饰与金蛛的匿带非常相似。

## 形式
虽然匿带常见于圆蛛科、長腳蛛科和蟱蛛科中的几个蛛种，但最出名的可能还是金蛛屬中的蛛属。该属包括几种被称为圣安德烈十字蛛的蜘蛛，因其习惯在蜘蛛网上休息时伸腿成X形（圣安得烈十字的传统形状）而得名。阿尔基奥帕蛛（Argiope argentata），通常被称为银金蛛（silver argiopes），也以在网中编织匿带而闻名。这些匿带可以表现为之字形线条，最常见的是四个一组，形成一个没有中心的X。该属的蜘蛛也会将网装饰成垂直线条，幼蛛通常会将网装饰成圆盘状。还有一些蜘蛛会构建圆形结构，覆盖整个网的中心。一些艾蛛和Azilia vachoni还用附着的碎屑（如卵囊和昆虫尸体，主要是它们的猎物）构建显眼的匿带，并在网上悬挂干树叶等碎屑。

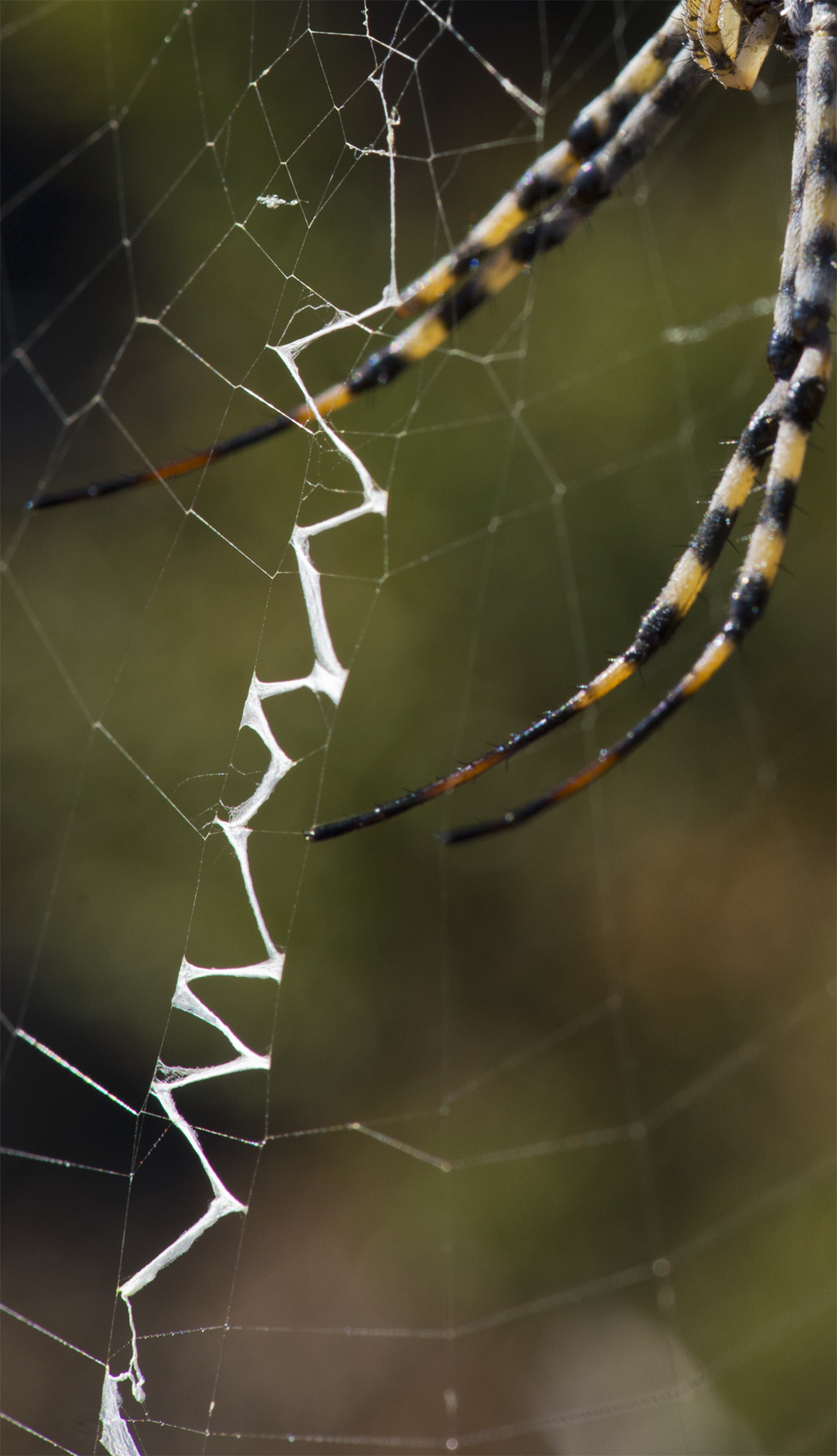
雌性叶金蛛网中匿带的细节，显示了其锯齿状结构和喙部位置
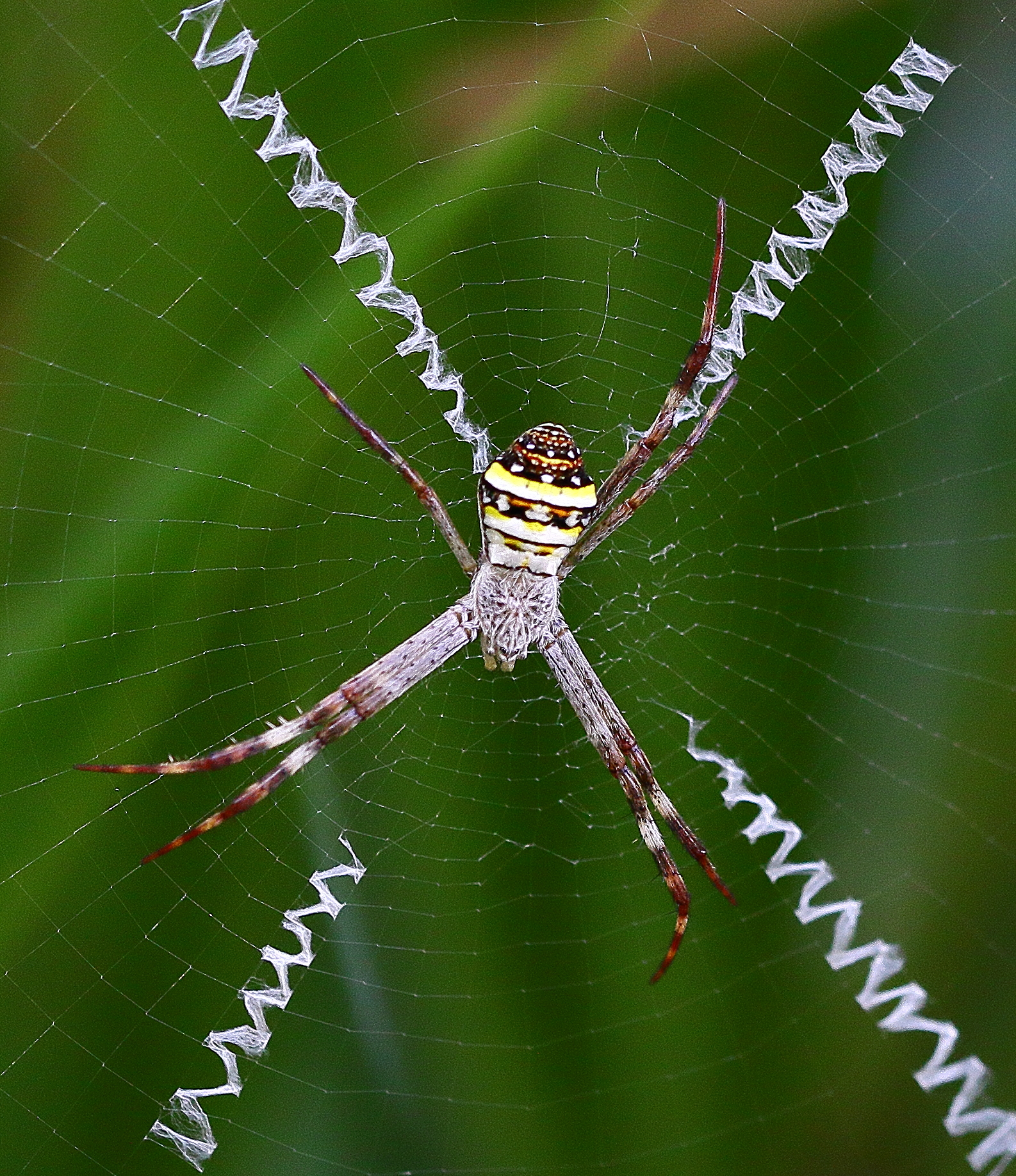
来自澳大利亚的高居金蛛打造X形装饰品
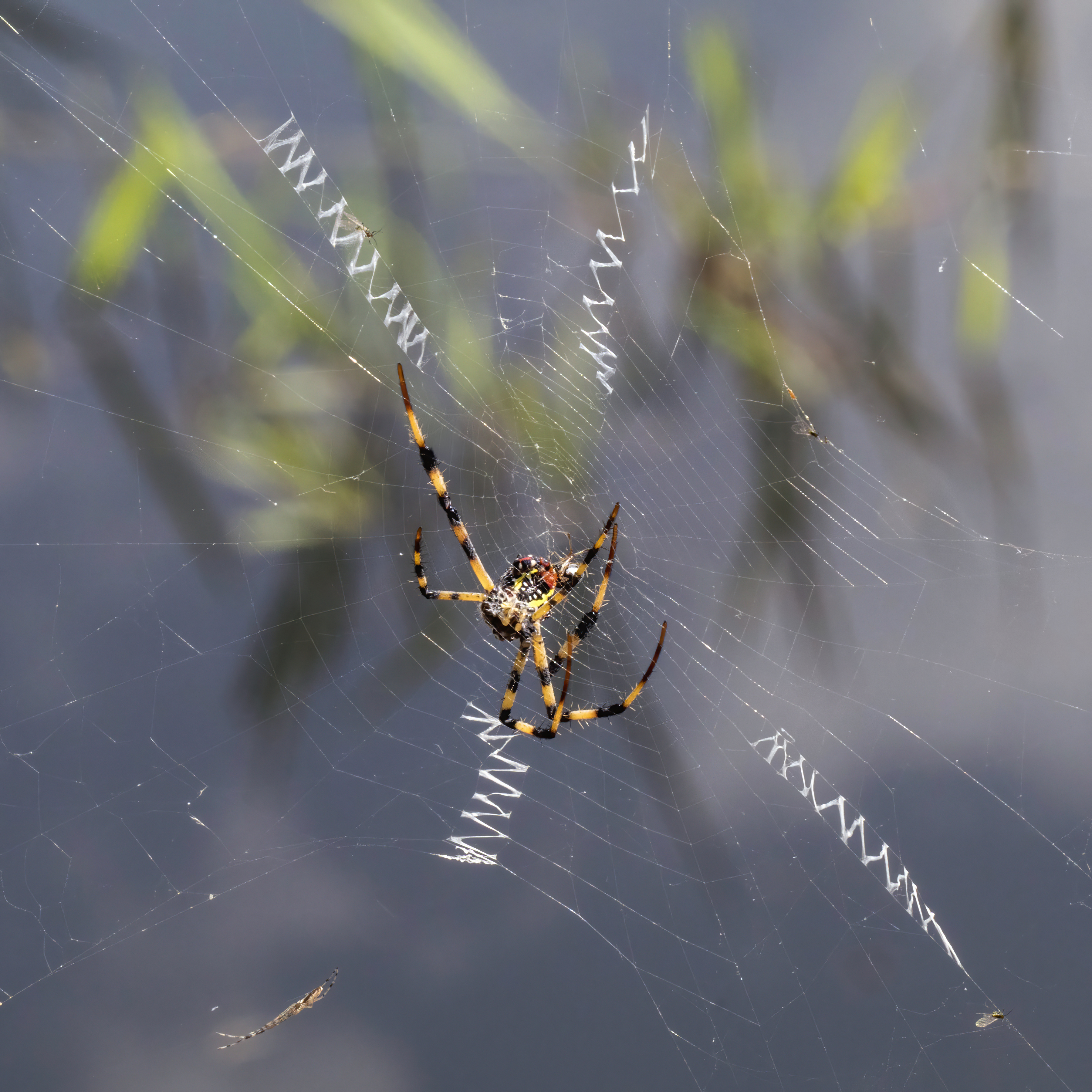
金蛛属
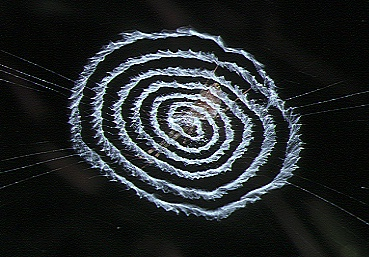
具有螺旋匿带的Octonoba yaeyamensis
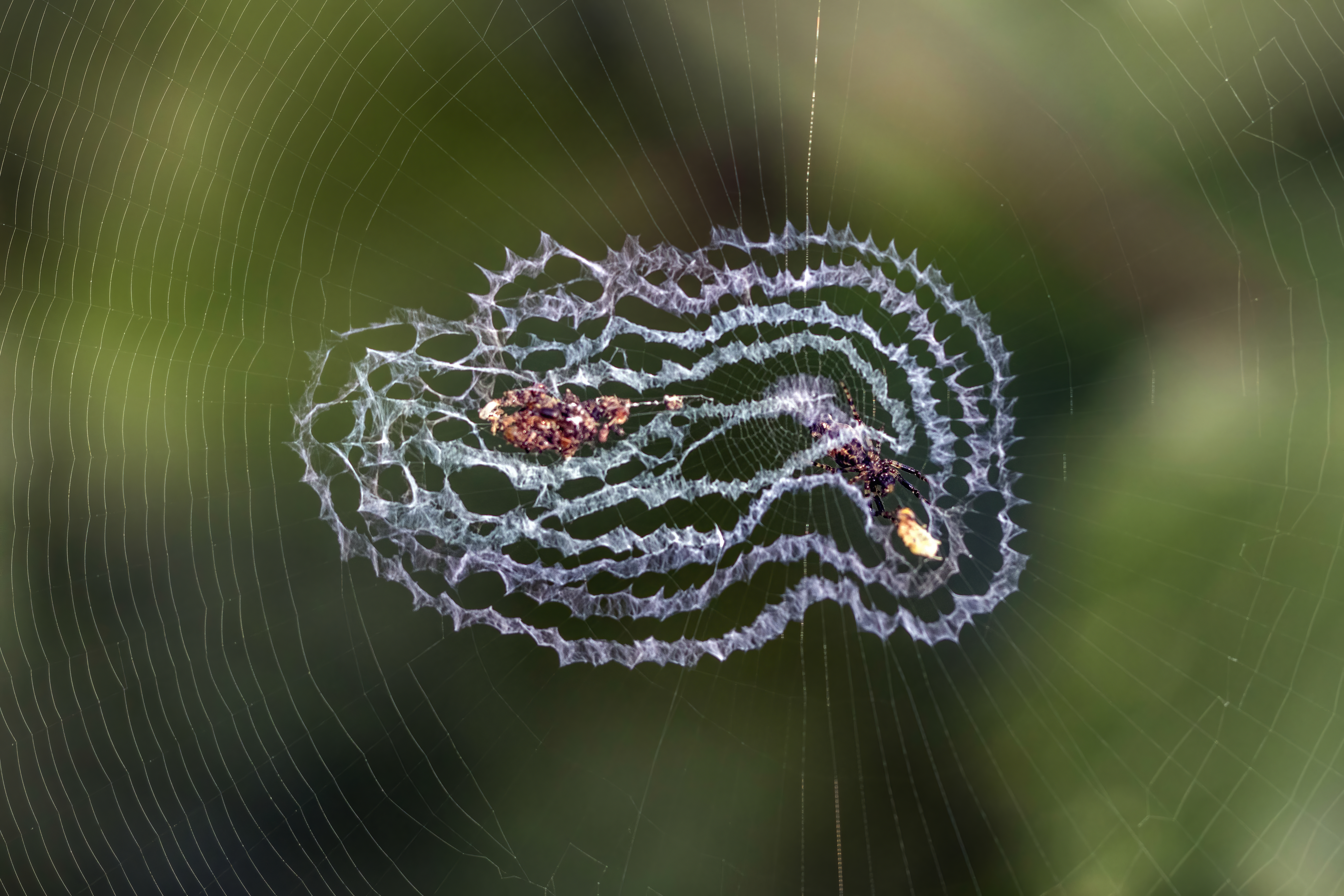
椭圆螺旋Cyclosa sp.
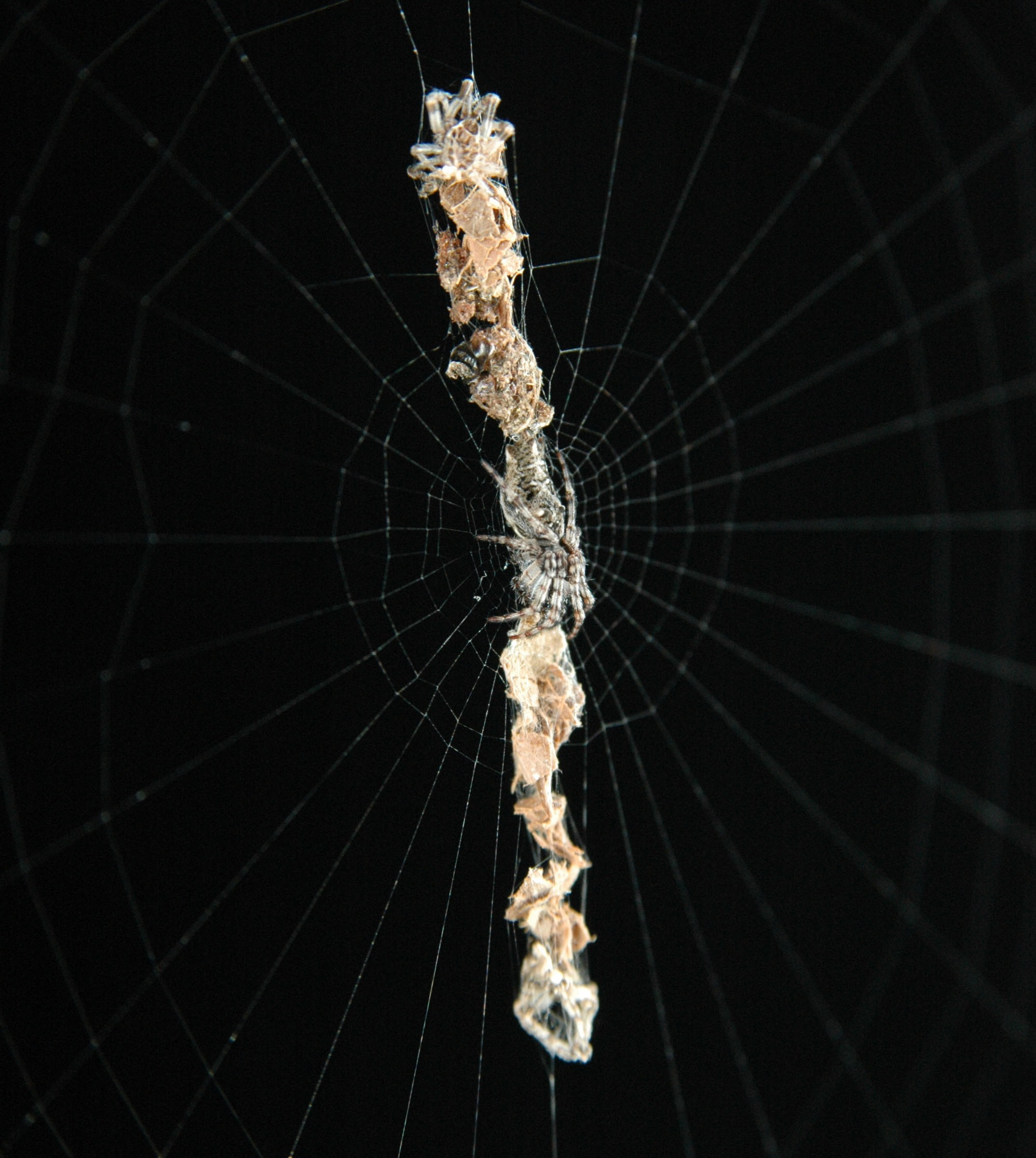
Cyclosa oculata的碎屑

## 功能

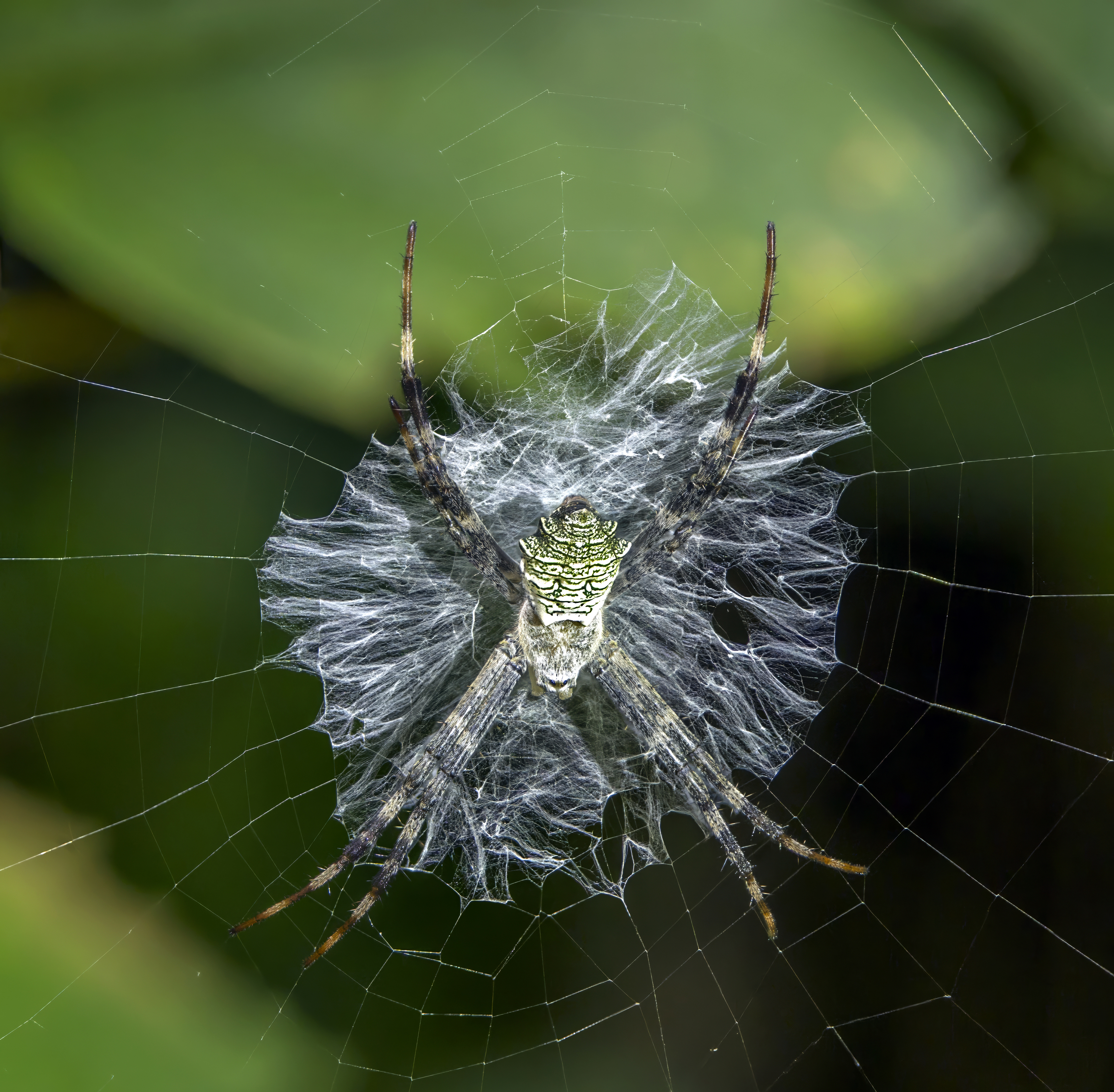
成年雌性黄斑金蛛

这些结构的功能存在很多争议，不同物种可能将它们用于不同的目的。
最初，人们认为装饰物可以稳定蛛网（因此被称为stabilimentum），但后来这一假设被否定了，因为人们发现装饰物只是松散地附着在蛛网上，因此对稳定性的实际影响可能很小。
值得注意的是，建造匿带的蜘蛛大多晝行性。有人认为，匿带可以通过伪装蜘蛛（通过破坏蜘蛛的轮廓）或使蜘蛛看起来更大（通过扩展蜘蛛的轮廓）来保护蜘蛛。另一种假设是，它们使蜘蛛网显而易见，因此鸟类等动物不太可能破坏蜘蛛网。2016 年的研究倾向于后一种假设，进一步发现食物捕获量因它们的存在而减少。作者指出，无论功能如何，建造匿带的成本都很高，因此收益也一定同样巨大。
另一个占主导地位的假设是，网状装饰通过反射紫外线来吸引猎物。众所周知，光谱中的紫外线对很多种昆虫都有吸引力。
另一种假设是，匿带的目的是在雌性准备繁殖时吸引雄性来到蛛网上。1992年夏天在西班牙卡拉洪达地区进行的一项有限研究表明，在叶金蛛的蛛网中出现雄性与出现匿带之间存在正相关关系。人们还提出了许多其他假说，如体温调节、压力或调节多余的丝。据观察，至少有一个物种会在人类大小的物体靠近时，位于匿带中的蛛网会振动。
虽然许多蟱蛛属物种都会构建匿带，但Uloborus gibbosus却不会；它通常会在球体边缘休息，如果受到干扰就会落到地面上。这被认为是对网状伪装假说的支持。与此相反，人们发现涡蛛属Octonoba sybotides的强烈反射紫外线的匿带对果蠅具有吸引力。
针对不同物种功能不一致的问题，提出了几种进化模型。斯塔克认为，虽然这些假说看似冲突，但它们可能并不相互排斥，并提出我们可以采取分层的方法来模拟这一问题：导致每个种群产生匿带的主要因素（即装饰的主要功能）可能因该种群的捕食环境不同而不同。例如，在食物丰富但捕食压力大的环境中，食物资源的重要性不如躲避猎物重要。因此，匿带可能对吸引猎物几乎没有影响，但却能很好地分散捕食者的注意力。沃尔特提出了一个类似但更具体的解决方案。他指出，匿带的功能甚至可能不是针对特定模式或物种的。相反，他假设匿带的视觉信号作用可能来自于一些非信号特征，这些特征与筑网行为的其他方面有关，如丝的排列；然后这种行为被优先选择用于特定的生态环境，因此会在不同的栖息地通过不同的模式和功能表现出来。
在银背艾蛛身上发现的蛛网装饰支持斯塔克的上述假设，即蛛网装饰不会吸引猎物，反而会阻止捕食者。这一点是通过实验确定的，当捕食风险增加时，蜘蛛会生产更长的蛛丝装饰，但不受可用猎物数量的影响。

## 材料
虽然最显眼和研究得最多的装饰完全由丝构成（例如金蛛），但有些蜘蛛将丝与卵囊和碎屑等其他物品结合在一起（例如艾蛛）。这些装饰很可能是为了伪装蜘蛛，从而保护它不被捕食。
在络新妇属的某些金球蛛种中出现了不同的情况。这些蜘蛛通常会在蛛网上粘附一些未吃完的猎物。最近的研究表明，这些东西有助于蜘蛛吸引更多的猎物。

## 流行文化
据说，埃爾文·布魯克斯·懷特在观察了蜘蛛网中的匿带之后，在他的《夏洛特的网》一书中提出了 “会写字的蜘蛛 ”的想法。

## 相关
- 蜘蛛网